# 이시원 (1945년)
이시원(李時源, 1945년 ~ )는 (주)부천의 회장을 맡고 있는 대한민국의 기업인이다.